# Pterolophia theresae
Pterolophia theresae är en skalbaggsart som först beskrevs av Maurice Pic 1944.  Pterolophia theresae ingår i släktet Pterolophia och familjen långhorningar. Inga underarter finns listade i Catalogue of Life.